# Oxandra venezuelana
Oxandra venezuelana R.E.Fr. – gatunek rośliny z rodziny flaszowcowatych (Annonaceae Juss.). Występuje naturalnie w Meksyku (w stanie Chiapas), Nikaragui, Kostaryce, Panamie, Kolumbii oraz Wenezueli. 

## Morfologia
PokrójZimozielone drzewo dorastające do 18 m wysokości.
LiścieMają kształt od podłużnie eliptycznego do podłużnie owalnego. Mierzą 4,5–13 cm długości oraz 2–4 cm szerokości. Nasada liścia jest od zaokrąglonej do klinowej. Blaszka liściowa jest o ogoniastym lub spiczastym wierzchołku. Ogonek liściowy jest nagi i dorasta do 3–5 mm długości.
KwiatySą zebrane po kilka w pęczki, rozwijają się w kątach pędów. Działki kielicha mają owalny kształt i dorastają do 1–2 mm długości. Płatki mają lancetowaty kształt i białozielonkawą barwę, osiągają do 12–14 mm długości.
OwocePojedyncze, osadzone na szypułkach. Osiągają 16 mm długości i 7 mm szerokości. Mają zieloną barwę.

## Biologia i ekologia
Rośnie w wiecznie zielonych lasach, na terenach nizinnych (występuje na wysokości do 500 m n.p.m.). Kwitnie w grudniu, natomiast owoce dojrzewają od grudnia do lutego.